# Quadrella indica
Quadrella indica är en kaprisväxtart som först beskrevs av Carl von Linné, och fick sitt nu gällande namn av Hugh Hellmut Iltis och Cornejo. Quadrella indica ingår i släktet Quadrella och familjen kaprisväxter. Inga underarter finns listade i Catalogue of Life.